# Tercis-les-Bains
Tercis-les-Bains é uma comuna francesa na região administrativa da Nova Aquitânia, no departamento Landes. Estende-se por uma área de 10,17 km². Em 2010 a comuna tinha 1 281 habitantes (densidade: 126 hab./km²).